# Ninia hudsoni
Ninia hudsoni är en ormart som beskrevs av Parker 1940. Ninia hudsoni ingår i släktet Ninia och familjen snokar. Inga underarter finns listade i Catalogue of Life.
Arten lever i östra Ecuador, östra Peru, norra Brasilien, södra Colombia och i Guyana. Honor lägger ägg. Ormen lever i kulliga områden och i bergstrakter mellan 200 och 1300 meter över havet. Den vistas i regnskogar och i andra fuktiga skogar.
För beståndet är inga hot kända. Hela populationen anses vara stor. IUCN listar arten som livskraftig (LC).